# خالد الکردی
خالد الکردی (انگلیسی: Khaled El-Kordy؛ زادهٔ ۱ ژانویهٔ ۱۹۷۳) بازیکن هندبال اهل مصر بود.